# خور فکان
خور فَکّان خوریست در کرانه دریای عمان و بخشی از کشور امارات متحده عربی که به امارت شارجه تعلق دارد ولی از خاک آن امارت جدا افتاده است. خور فکان بندر اصلی امارت شارجه را تشکیل می‌دهد.